# Сінтруеніго
Сінтруеніго (ісп. Cintruénigo) — муніципалітет в Іспанії, у складі автономної спільноти Наварра. Населення — 7636 осіб (2009).
Муніципалітет розташований на відстані близько 240 км на північний схід від Мадрида, 85 км на південь від Памплони.

## Демографія
Динаміка населення (INE ):

## Галерея зображень

Розташування муніципалітету